# 長尾玉米捲管螺
長尾玉米捲管螺（学名：Inquisitor gracilispira）为捲管螺科玉米捲管螺屬下的一个种。